# Agualva (Praia da Vitória)
Agualva es una freguesia portuguesa perteneciente al municipio de Praia da Vitória, situado en la Isla Terceira, Región Autónoma de Azores. Posee un área de 35,70 km² y una población total de 1 573 habitantes (2001). La densidad poblacional asciende a 44,1 hab/km².
- Datos: Q2451898
- Multimedia: Agualva (Praia da Vitória) / Q2451898

1. ↑  Worldpostalcodes.org,código postal n.º 9760-020.